# Libědice
Libědice (německy Libotitz) jsou obec, která leží v okrese Chomutov v Ústeckém kraji, asi 11 km jihovýchodně od Kadaně. Tvoří ji místní části Libědice a Čejkovice, ve kterých dohromady žije 242 obyvatel.

## Název
Název vesnice je odvozen ze spojení lidé Ľubědovi, znamená tedy ves lidí Libědových.

## Historie

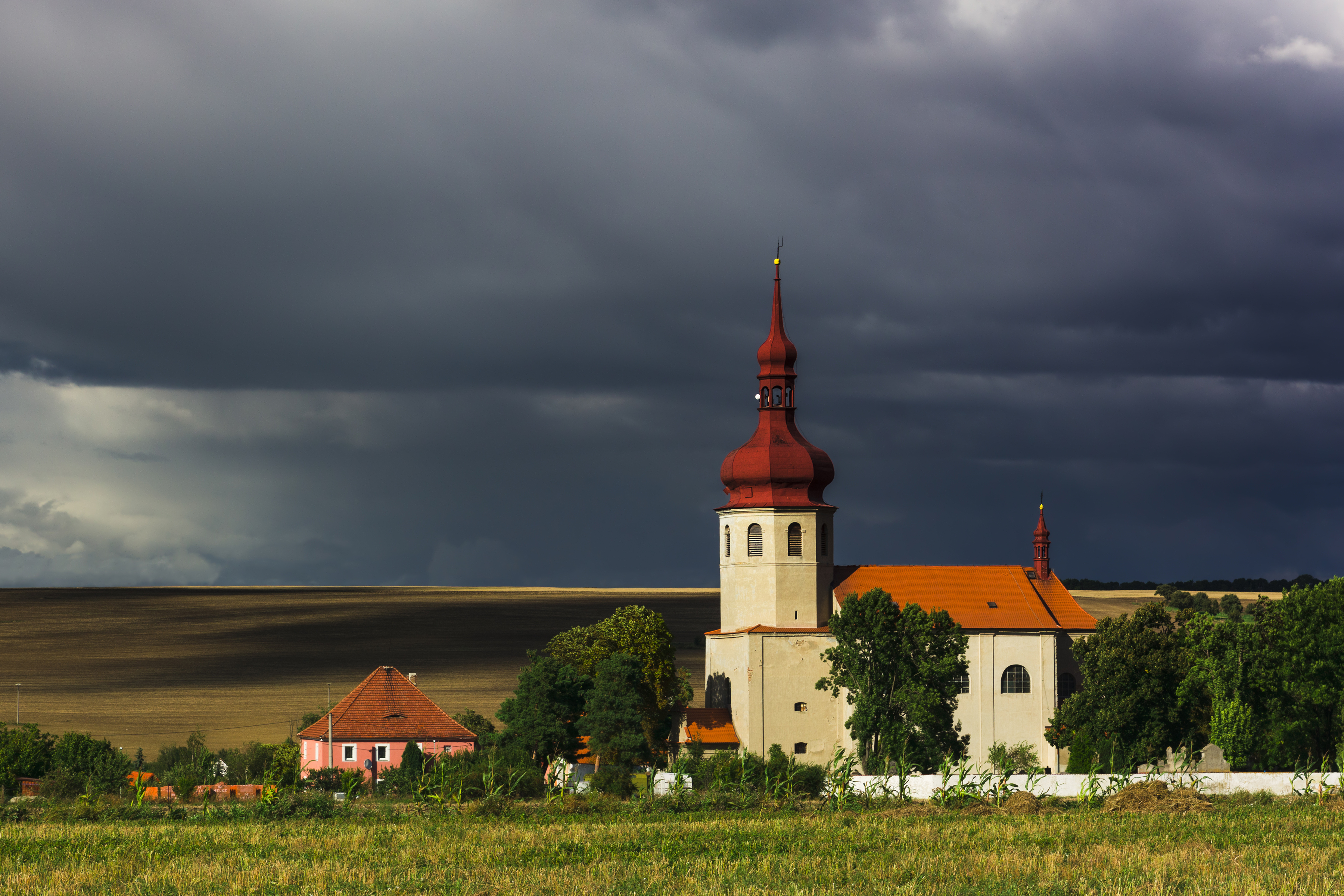
Kostel svatého Víta

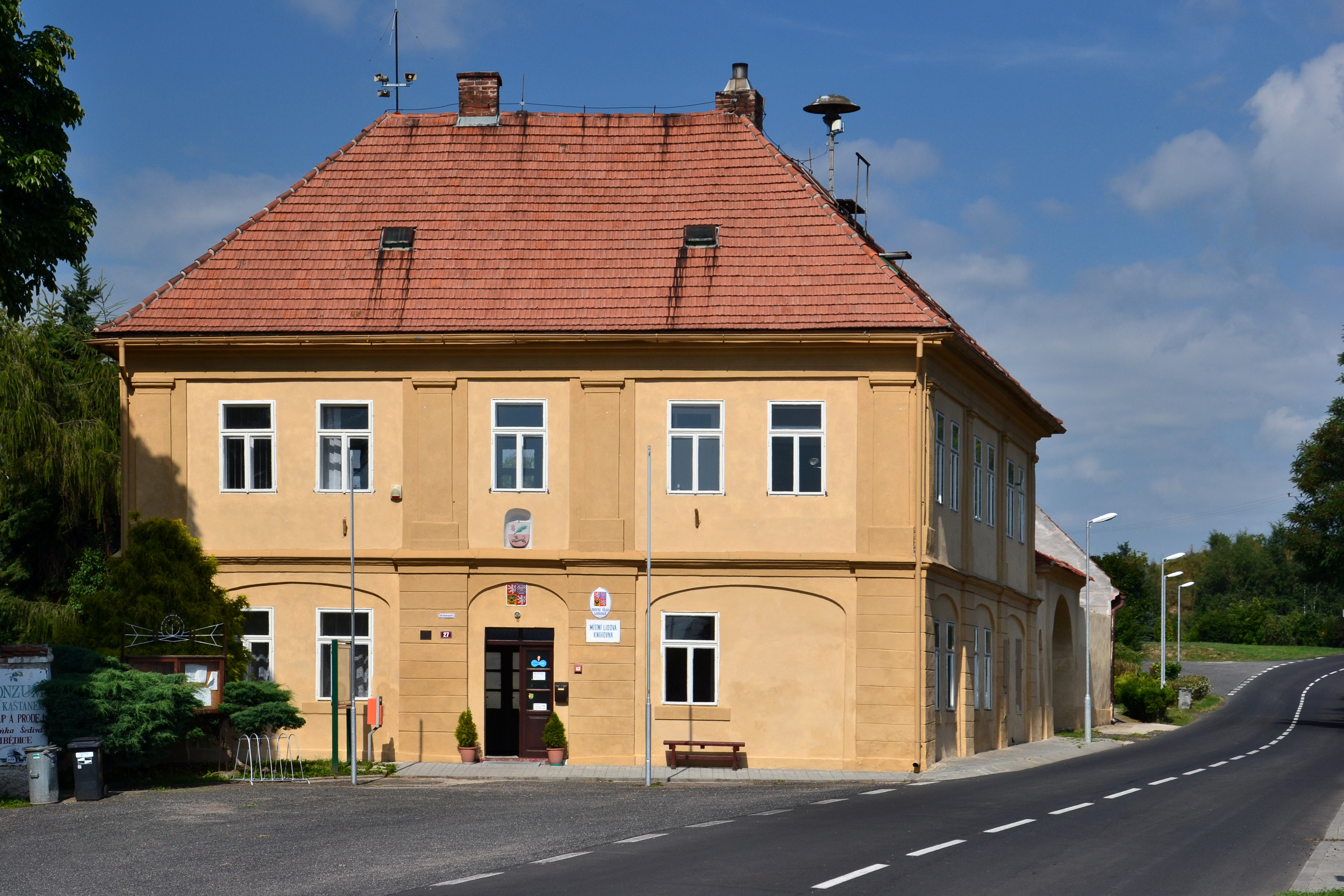
Obecní úřad

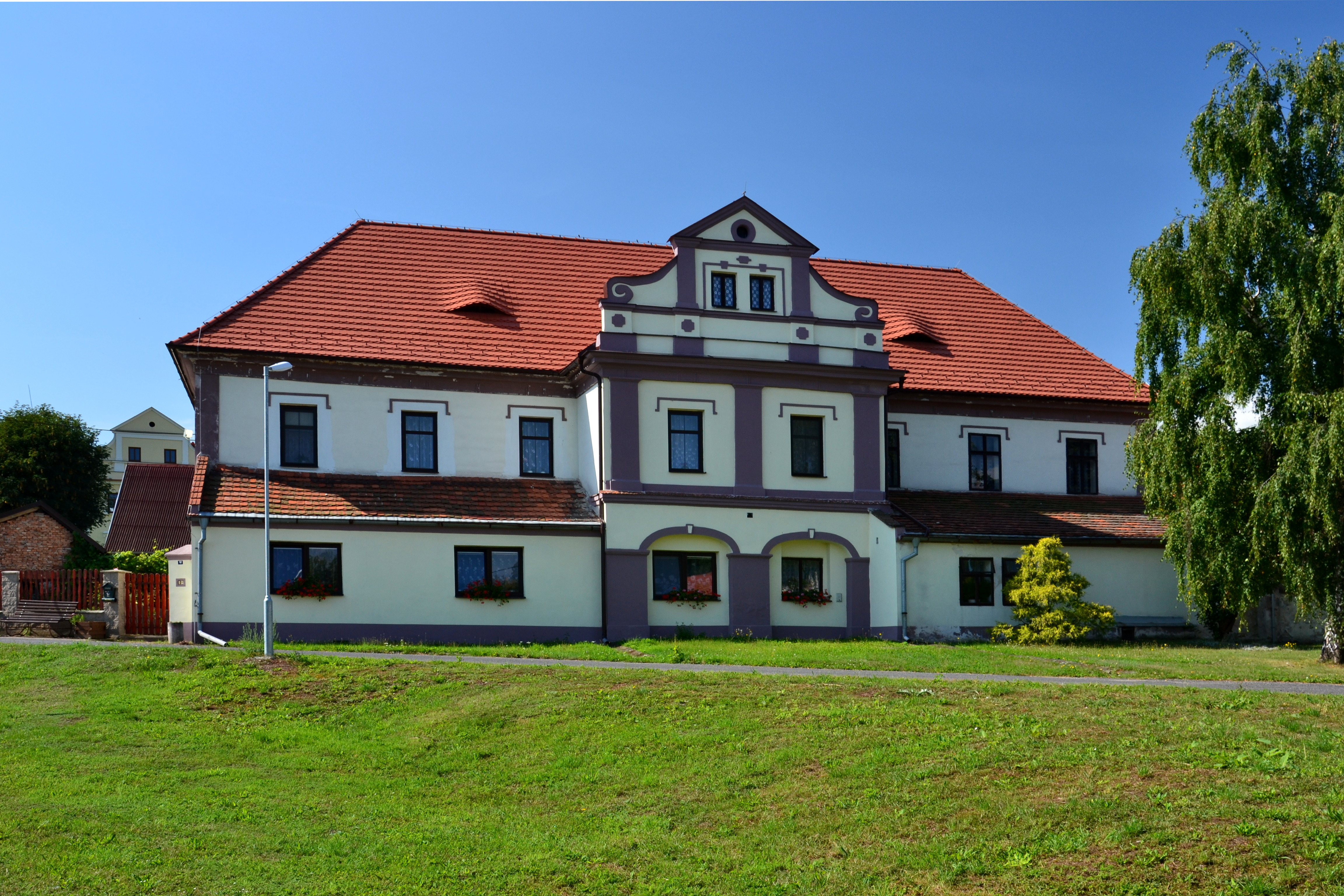
Usedlost s kovárnou

První písemná zmínka o obci pochází z roku 1226, kdy ji král Přemysl Otakar I. daroval doksanskému klášteru premonstrátek: Otacarus rex monio Dokzan donat Lubedici.
Ve 14. století byly Libědice rozděleny mezi více majitelů. Jedním z nich byl doksanský klášter, ale nejstarším jmenovitě známým vlastníkem byl Střezimír Libědický z Libědic zmiňovaný roku 1318. Také zde stála fara, které patřila další část vsi. K farnímu kostelu měli v roce 1358 patronátní právo bratři Kuneš a Sulka z Libědic a Sulkův syn Zdich. V roce 1386 je uváděn jako majitel části vsi Erhart z Doupova, který se psal z Libědic. Vzhledem k malému panství vladyků z Libědic zde pravděpodobně stála tvrz nebo jiné panské sídlo nižší kvalitativní úrovně, ale důkazy pro její existenci chybějí. Roku 1404 byl majitelem části vesnice Čeněk Sekerka ze Sedčic, který ji o rok později prodal kadaňskému měšťanu Kunšovi. Dalším známým majitelem byl roku 1407 Slavibor z Libědic. Z roku 1496 je také znám prodej části Libědic dědici Beneše Krabice z Veitmile rodu Pětipeských z Chýš., kteří ji dále postoupili Štampachům ze Štampachu.
V 16. století se o Libědice dělili tři vlastníci. Rody Libnaurů z Přívlak a Doupovců zde měli poplužní dvory a další usedlosti patřily do roku 1548 Kadani. Společný majetek Jana a Viléma z Doupova zdědil Vilém a po jeho smrti připadl jeho deseti synům. Od nich ho v roce 1572 koupily sestry Anna, Dorota a Johanka Hasištejnské z Lobkovic. Jejich část získal Jan Novohradský z Kolovrat, který podle Augusta Sedláčka založil Libědickou tvrz. Známe však zprávu z roku 1571 o clu vybíraném pod tvrzí, takže je zřejmé, že tvrz zde stála již za Doupovců.
Manželka Jana Novohradského byla luteránka, a díky ní v Libědicích od roku 1560 působil protestantský kněz Michael Corniny. Také se přistěhovalo mnoho nových osadníků z Německa.
Majetek Jana Novohradského zdědily jeho čtyři dcery, z nichž se Voršila stala roku 1599 jedinou majitelkou a vzápětí panství přenechala svému manželovi Kryštofu Hasištejnskému z Lobkovic. Ovšem z roku 1607 pochází zpráva, že Voršila prodala pětinu vsi a dvůr za 16 000 kop míšeňských Otýlii Doupovcové ze Žďáru. Buď ona nebo její syn Vilém Vojtěch se sestrami spojili většinu vesnice do jednoho celku a jen malá část nadále patřila Kadani. Vilém Vojtěch z Doupova se účastnil pražské defenestrace a působil jako komisař stavovského vojska, a přestože zemřel již roku 1621, byl odsouzen ke ztrátě třetiny majetku, mimo jiné i pětiny Libědic. Jeho matka a sestry odešly v roce 1628 do německého Annaberku, kde zemřely. Další odsouzení byli Oldřich Hrobčický z Hrobčic, jehož poplužní dvory v Libědicích byly převedeny na manství, a rytíř Eliáš Schmidtgräbner z Lusteneggu. Zbývající majetek Doupovců byl na pokyn Albrechta z Valdštejna zabaven a roku 1633 prodán doktoru Iustusu Stroporiovi z Marsfeldu, po němž ho zdědila znovu provdaná vdova Marie Zuzana Smyslovská a roku 1668 ho odkázala karmelitánskému klášteru na Malé Straně v Praze.
Během třicetileté války Libědicemi několikrát prošla vojska snad všech válčících stran. Hned v roce 1622 si ve vesnici vybudovalo ležení nizozemské vojsko. Podle berní ruly z roku 1654 stálo ve vesnici 36 domů, z nichž osm patřilo Kadani a zbytek spolu s tvrzí a pivovarem Marii Zuzaně Smyslovské.
Karmelitáni nechali rozšířit kostel a tvrz přestavěli na barokní řádový dům. Po zrušení řádu majetek spravoval Náboženský fond, od kterého ho v roce 1808 koupil Vojtěch Mladota ze Solopysk a připojil ho k mašťovskému panství. Když zemřel, prodala jeho manželka v roce 1833 panství hraběnce Gabriele Ditrichštejnové. Krátce před zrušením poddanství koupil v roce 1845 celé panství Evžen Karel Černín z Chudenic.
V 19. století se na západním okraji Libědic, kde dříve stávala vesnice Brusy, těžilo ložisko slínů s otisky vyhynulých rostlin. Materiál se používal jako minerální hnojivo bohaté na obsah vápníku. Na Libědicko také zasahuje okraj pětipeské hnědouhelné pánve, a tak i zde vzniklo několik menších dolů: Antonín, Tomáš, Jan Nepomucký, Vojtěch, Trojjedinost a další. Západně od Brus byl od padesátých do devadesátých let 19. století důl Josef, ve kterém pracovali jen dva až tři horníci. Největším dolem byl Jan Nepomuk severně od Brus, kde se ve druhé polovině 19. století těžilo kolem padesáti tun uhlí ročně. Uzavřen byl kolem roku 1900, protože zdejší uhlí nebylo kvalitní a využívali ho pouze místní odběratelé. Když byla postavena železnice do Vilémova, nebyly místní doly schopné konkurovat kvalitnějšímu uhlí z Mostecka. Těžba až 1,5 metrů mocné sloje v dole Vojtěch začala ve 40. letech 19. století, ale brzy byla ukončena a k její obnově došlo až v roce 1917. Uhlí vytěžené z hloubky 35 metrů se údajně dopravovalo lanovkou k silnici z Kadaně do Žatce. Pro špatný odbyt byla těžba opět zastavena v roce 1922. Celková produkce libědických uhelných dolů se odhaduje na necelých sto tisíc tun.
Školu měli Libědice už na konci 16. století. Českou školu však otevřeli až v roce 1929. Byla umístěna ve čtyřech pronajatých místnostech v zámku.
Během druhé světové války byl od roku 1941 zřízen v čp. 24 pracovní tábor pro francouzské zajatce, kteří pracovali na polích nebo v zámečnické dílně. Po válce byla většina obyvatel odsunuta, ale už v roce 1945 se přistěhovalo 100 nových obyvatel. Ze zámku se stalo skladiště a soukromé statky byly spojeny do jednotného zemědělského družstva, které se v roce 1976 s dalšími sloučilo do JZD Nástup v Račeticích.

## Přírodní poměry

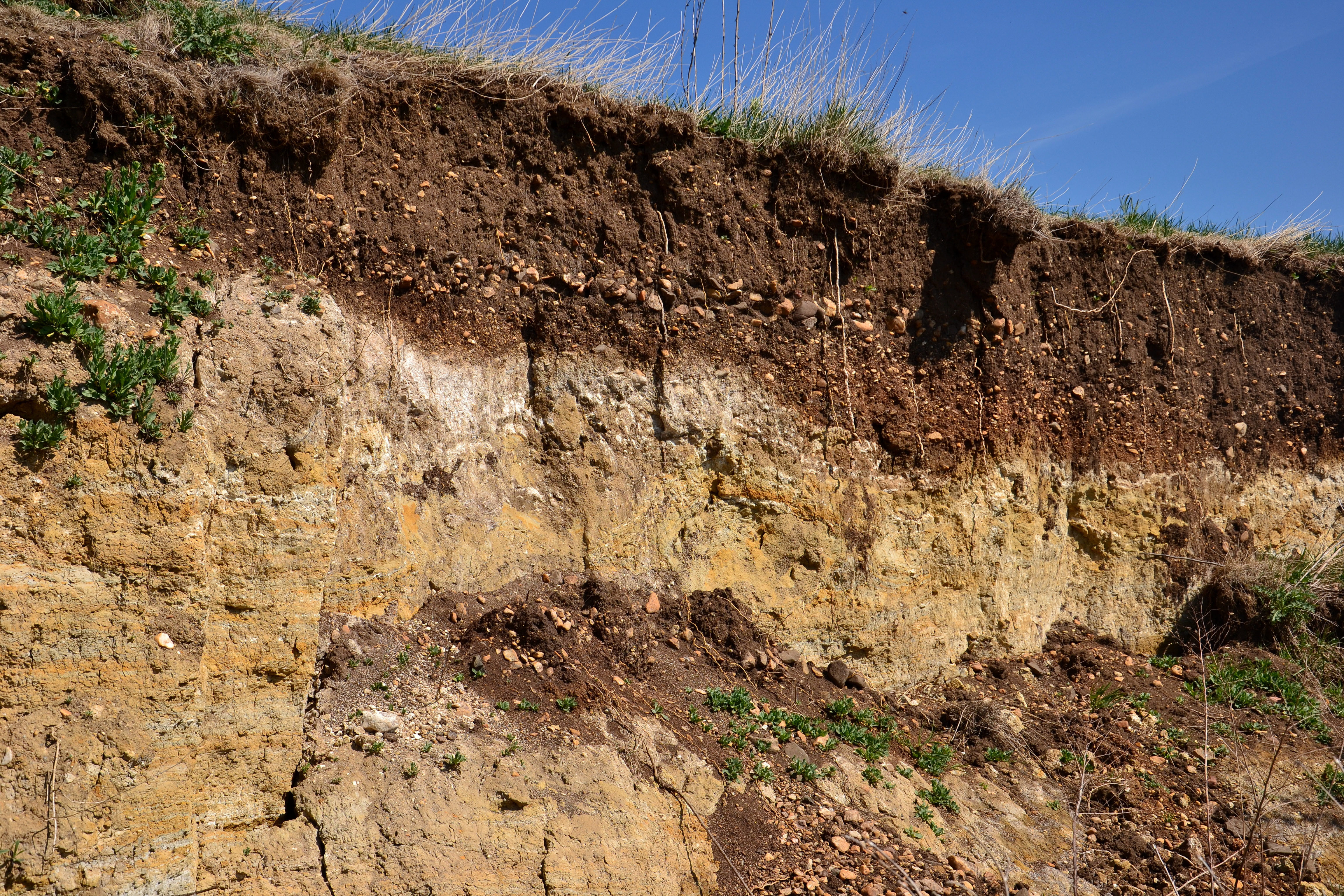
Půdní profil odkrytý sesuvem půdy u silnice severně od Libědic

Libědice leží v údolí Liboce přibližně v polovině vzdálenosti mezi Kadaní a Žatcem. Vzdálenost obou měst je asi jedenáct kilometrů. Podloží tvoří třetihorní horniny Českého masivu (jíly, štěrky, písky a uhelné sloje). Geomorfologicky je oblast součástí Krušnohorské soustavy, konkrétně patří do Podkrušnohorské oblasti, celek Mostecká pánev a podcelek Žatecká pánev. Přibližně podél silnice do Čejkovic vede hranice mezi geomorfologickými okrsky Čeradická plošina na severu a Pětipeská kotlina na jihu. Na údolních svazích Čeradické plošiny se vyskytují sesuvy a erozní rýhy. Nejvyšší bod, bezejmenná kóta (321 m n. m.), leží na severní hranici katastru obce na hřebeni tzv. Přeskackých vrchů. Relativní výšková členitost terénu dosahuje asi 70 m. Z půdních typů převažují smonice a pelozemě. V okrajových částech katastrálního území na severu i na jihu se vyskytuje černozem na spraších.
Vesnicí protéká potok Liboc, který je jediným významným tokem v okolí. Většími vodními plochami mimo intravilán vesnic jsou pouze dva rybníky západně a jižně od Čejkovic.
Libědicko je nejsušší oblastí Česka, protože roční úhrn srážek tu dosahuje pouhých 410 mm.
Okolní krajina je téměř odlesněná. Z celkové výměry katastrálního území 1 104 ha naprosto převažuje orná půda (913 ha), ostatní plochy (68 ha) a trvalé travní porosty (59 ha). Koeficient ekologické stability území je pouze 0,11 a jde tedy o nadprůměrně využívanou krajinu se zřetelným narušením přírodních struktur.

## Obyvatelstvo
Při sčítání lidu v roce 1921 v Libědicích bydlelo ve 133 domech 807 obyvatel (z toho 388 mužů). Většina z nich byla německé národnosti (786 lidí), Čechů bylo pouze dvacet. Žilo zde 793 římských katolíků, deset evangelíků a jeden žid. Podle sčítání lidu v roce 1930 zde žilo ve 132 domech 673 obyvatel. K německé národnosti se hlásila většina (624 lidí), Čechů bylo 48. Žilo zde 649 římských katolíků, deset evangelíků, šest lidí bez vyznání a ostatní se hlásili k jiným církvím.
|                                                            | 1869 | 1880 | 1890 | 1900 | 1910 | 1921 | 1930 | 1950 | 1961 | 1970 | 1980 | 1991 | 2001 | 2011 | 2021 |
| ---------------------------------------------------------- | ---- | ---- | ---- | ---- | ---- | ---- | ---- | ---- | ---- | ---- | ---- | ---- | ---- | ---- | ---- |
| Obyvatelé                                                  | 648  | 742  | 770  | 734  | 805  | 807  | 673  | 290  | 324  | 249  | 194  | 177  | 176  | 200  | 199  |
| Domy                                                       | 110  | 112  | 113  | 128  | 121  | 133  | 132  | 134  | 106  | 77   | 66   | 59   | 75   | 83   | 92   |
| Data z roku 1961 zahrnují i domy z místní části Čejkovice. |      |      |      |      |      |      |      |      |      |      |      |      |      |      |      |

## Obecní správa
Od roku 1850 Libědice patřily do kadaňského okresu. Po jeho zrušení se od roku 1961 staly součástí okresu Chomutov. Od 1. ledna 1981 do 23. listopadu 1990 byly připojeny jako místní část k Pětipsům a od 24. listopadu 1990 jsou opět samostatnou obcí.

### Části obce
- Libědice
- Čejkovice

Na západním Libědic stála v těsném sousedství vesnice Brusy. Od roku 1850 byla místní částí Libědic, ale protože obě vesnice stavebně splynuly, byly Brusy v dubnu 1914 úředně zrušeny a staly se nedílnou částí Libědic.

### Obecní symboly
Znak byl obci udělen rozhodnutím předsedy Poslanecké sněmovny Parlamentu České republiky dne 19. února 1998 a vlajka byla obci udělena rozhodnutím předsedy PSP ČR dne 4. dubna 2019.

## Hospodářství a doprava
V Libědicích sídlí společnost MZL – AB s.r.o. Vesnicí prochází silnice III. třídy č. 22422 z Račetic a začíná zde silnice III. třídy č. 22520 do Čejkovic.

## Pamětihodnosti

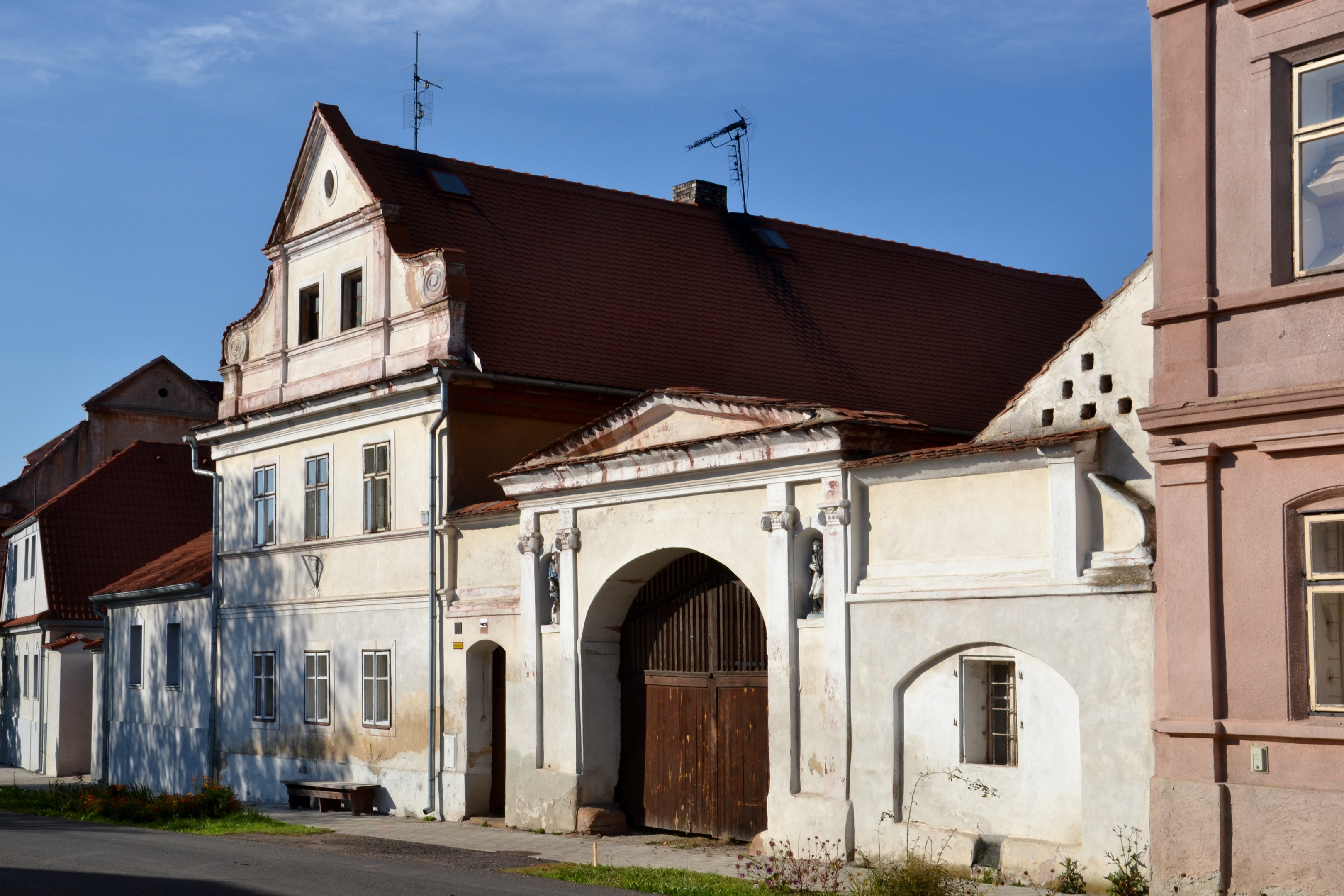
Venkovská usedlost, čp. 48

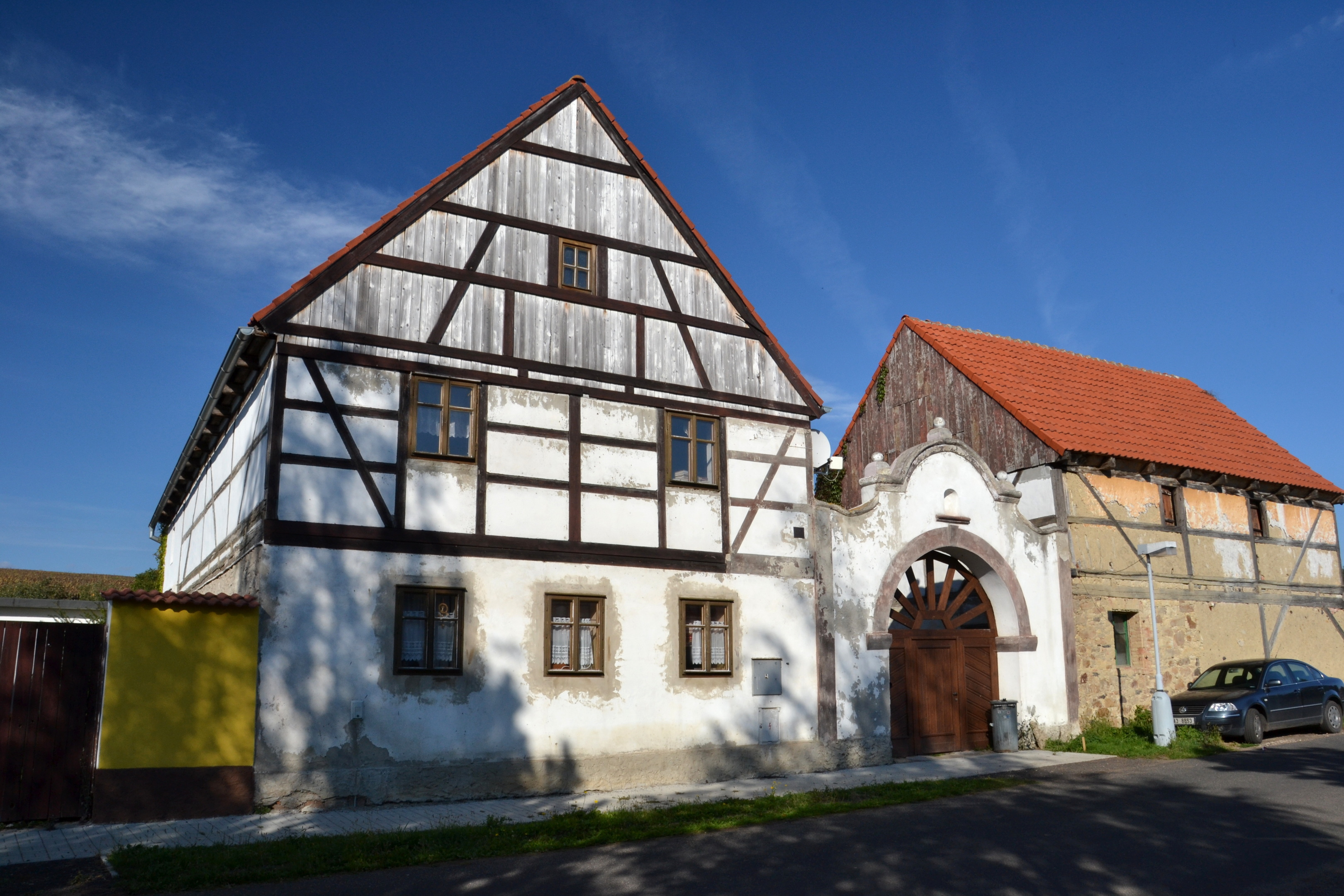
Venkovská usedlost, čp. 55

- Barokní zámek Libědice z let 1708–1725
- Barokní kostel svatého Víta z let 1682–1694 s bohato vnitřní výzdobou
- Socha Panny Marie z roku 1724 od J. K. Vettera
- Sousoší Kalvárie z roku 1738
- Socha svatého Jana Nepomuckého ve středu obce u potoka a druhá v polích jižně od kostela
- Sloup se sousoším Nejsvětější Trojice před domem čp. 10
- Kovárna
- Radnice

U křižovatky silnic stojí sousoší Kalvárie z roku 1738 přemístěné ze zaniklé vesnice Brany. Hlavní motiv doplňují sochy dvou plačících Marií a světce. Jednotlivé strany trojbokého soklu zdobí reliéfy Narození Krista, Obřezání a Útěku do Egypta. V Libědicích od roku 1974 stával také sloup Nejsvětější Trojice od J. K. Vettera ze zaniklé obce Kralupy u Chomutova. Roku 2012 byl zrestaurován a přesunut do Zelené.

## Osobnosti
V Libědicích se narodil historik a iberoamerikanista Bohumír Roedl (1929–2020).